# UAINFO
UAINFO — українське інтернет-видання, що покликане акумулювати найважливішу інформацію з українських та зарубіжних блоґів та соцмереж, розвивати та підтримувати незалежну українську блоґосферу.
Сайт присвячений соціальній, політичній, економічній тематиці, а також підтримці розслідувань, які проводяться блоґерами, технічним питанням блоґосфери та соціальних мереж.

## Структура
UAINFO має стрічку новин, що складається з оброблених відповідно до формату повідомлень українських і зарубіжних блоґів та постів у соціальних мережах. У свою чергу стрічка підрозділяється на категорії:
- Політика у блоґосфері
- Журналісти у блоґах
- Суспільство у соцмережах
- VIP блоґи
- Здоров'я, сім'я
- Блоґокультура
- Фото
- Відео тощо.

Середня щоденна відвідуваність станом на листопад 2012 року — 50 000.

## Історія
У 2011 році з ініціативи кількох українських блоґерів був створений сайт, покликаний поширювати весь величезний потік інформації з блоґосфери та соціальних мереж за їх межами.
Протягом 1 року сайт став одним з основних інформаційних ресурсів в Україні, а станом на осінь 2012 року увійшов у трійку найбільш обговорюваних українських ресурсів у соціальній мережі Facebook.
З перших днів існування на сайті публікуються матеріали найвідоміших українських блоґерів, політичних та громадських діячів, що ведуть власні блоґи.
Серед них Віталій Портніков, Микола Малуха, Олександр Турчинов, Єгор Соболєв, Зорян Шкіряк, Мустафа Найєм, Ігор Луценко, Анатолій Гриценко, Олександра Кужель, Соня Кошкіна, Андрій Павловський та інші.

## Проєкти
- Рейтинг блоґерів — найбільш всеохопний та мультиплатформенний рейтинг української блоґосфери. Постійно оновлюється.
- Блоґолента — автоматичний агрегатор блоґів, через який транслюється активність найцікавіших українських блоґів. Постійно оновлюється.
- Проєкт ВТОРНІК — щотижневе відеоінтерв'ю з відомими блоґерами на теми, що останнім часом увійшли до топу української блоґосфери.[3]

- Відеотрансляції подій у мережі інтернет з відкритим кодом відео для розміщення на блоґах та інших сайтах. Як приклад — трансляція саміту «Україна — ЄС 2011: громадський вимір».[4]